# 롤스로이스 멀린

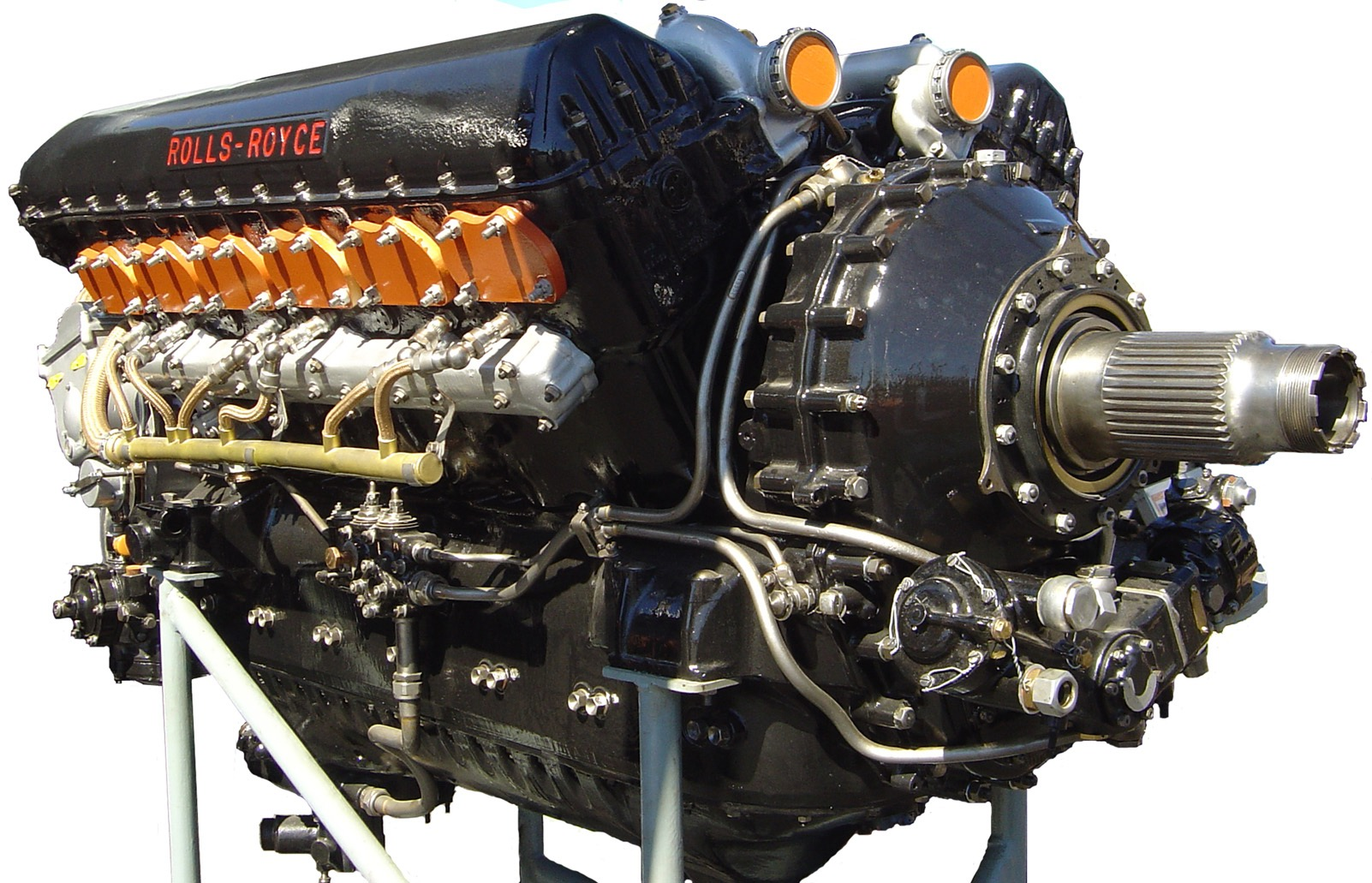
롤스로이스 멀린

롤스로이스 멀린(Rolls-Royce Merlin)은 27리터(1,650cuin) 용량의 영국 수냉식 V-12 피스톤 항공기 엔진이다. 롤스로이스는 엔진을 설계하고 1933년 민간 벤처로 처음으로 이를 가동했다. 처음에 PV-12로 알려졌던 이 엔진은 나중에 맹금류의 이름을 따서 4행정 피스톤 항공기 엔진의 이름을 짓는 회사 관례에 따라 멀린(Merlin)으로 불렸다. 이 엔진은 1930년대 전구체 엔진의 경주 경험을 활용했다.
여러 번의 수정을 거쳐 1936년에 PV-12의 첫 번째 생산 변형이 완성되었다. 멀린을 사용하여 운용된 최초의 작전 항공기는 페어리 배틀(Fairey Battle), 호커 허리케인 및 슈퍼마린 스피트파이어였다. 멀린은 스핏파이어(Spitfire) 및 허리케인과 가장 밀접한 관련이 있지만 대부분의 생산은 4개의 엔진을 갖춘 아브로 랭커스터 중폭격기용이었다.